# Véronique De Keyser

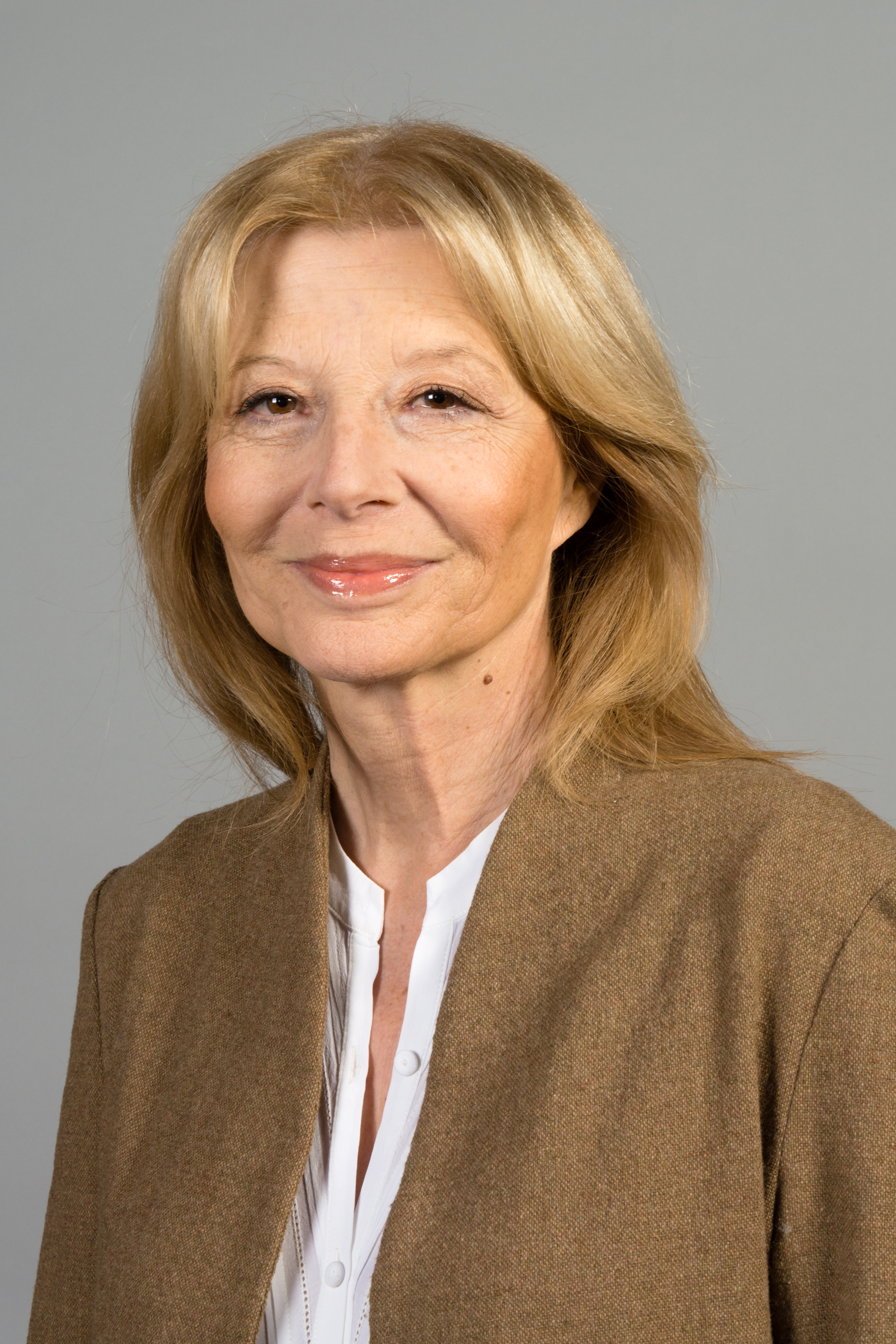
Véronique De Keyser 2014

Véronique Marie Alice Henriette De Keyser (Brussel, 23 maart 1945) is een Belgische Franstalige politica en voormalig lid van het Europees Parlement.

## Levensloop
In 1968 behaalde De Keyser een diploma psychologie aan de ULB en in 1974 werd ze aan deze universiteit doctor in de arbeidswetenschappen. Van 1968 tot 1984 werkte ze als onderzoekster psychologie aan de ULB en het Centre d'études et de recherches industrielles in Brussel. In 1984 werd ze docent en in 1988 hoogleraar aan de Universiteit Luik, waar ze van 1990 tot 1998 tevens decaan was van de faculteit psychologie en onderwijswetenschappen.
Daarnaast was De Keyser van 1981 tot 1984 voorzitster van de Ergonomische Stichting van de Franse Taal en gasthoogleraar aan de universiteiten van Porto, Moskou, Toulouse en Namen. Bovendien was ze van 1990 tot 1994 voorzitter van de Belgische Vereniging van Psychologie, van 1997 tot 2003 voorzitster van de European Association for Work and Organisational Psychology en werd ze in 2005 administratrice van de Koning Boudewijnstichting. In 2001 werd ze ook lid van de Academie van Wetenschappen in New York en eveneens werd ze lid van het Nationaal Comité van Psychologie en de Académie royale des sciences, des lettres et des beaux-arts de Belgique.
In september 2001 werd De Keyser voor de PS lid van het Europees Parlement ter opvolging van de overleden Jacques Santkin. Ze bleef in dit parlement zetelen tot in 2014. Als Europees Parlementslid was ze hoofd van verschillende observatiemissies in Palestina en Soedan en hield ze zich bezig met de Arabische wereld en conflictregio's in Afrika. Ook was ze van 2006 tot 2018 gemeenteraadslid van Luik.
In 2013 bracht De Keyser in volle Syrische Burgeroorlog een omstreden bezoek aan president Bashar al-Assad. Haar partij reageerde ontstemd. Bij de verkiezingen van 2014 kreeg ze geen plaats meer op de Europese lijst van de PS.
De Keyser is eveneens de auteur van een honderdtal wetenschappelijke artikelen en enkele publicaties. In mei 2014 werd ze benoemd tot ridder in de Leopoldsorde.